# Anthony Toribio
(en) Statistiques sur pro-football-reference
Anthony Terrell Toribio (né le 1er mars 1985 à Miami) est un joueur américain de football américain. Il joue actuellement avec les Chiefs de Kansas City.
Après avoir fait ses études à l'université Carson-Newman, Toribio n'est sélectionné par aucune franchise durant le draft de 2008 de la NFL. Il signe avec l'équipe des Dolphins de Miami peu de temps après mais il est libéré avant le début de la saison 2008. Il signe avec les Packers de Green Bay mais joue pendant deux saisons avec l'équipe d'entraînement. Il est libéré le 4 septembre 2010. Pour la saison 2010, il signe avec les Chiefs de Kansas City et infiltre l'équipe actif mais ne joue aucun match durant la saison 2010.